# Dnjepropetrovsk maniakken
De Dnjepropetrovsk maniakken is de door de media gebruikte naam voor een Oekraïens duo dat tot levenslange gevangenisstraf veroordeeld is voor 21 moorden, die plaatsvonden in Oblast Dnjepropetrovsk in juni en juli 2007. Viktor Saënko en Igor Soeproenjoek, beiden destijds 19 jaar oud, legden een aantal moorden vast op foto en video. Een van de video's lekte uit op het internet en kwam terecht op diverse shocksites. Op de video is te zien hoe een 48-jarige man bewerkt wordt met hamer en schroevendraaier tot de dood erop volgt. 